# Контрабатирање

Контрабатирање је ватрено дјеловање артиљерије против непријатељске артиљерије, да се ограничи или онемогући њено дјеловање.
Дио је борбе против артиљерије непријатеља, која још укључује рушење, засљепљивање или неутралисање осматрачница, командних мјеста и складишта муниције противника, тучење артиљерије на положају или у покрету, и ометање маневра противничке артиљерије. Поред артиљерије за ову сврху може се употријебити и авијација и јединице убачене иза борбеног распореда противника.